# Danilo Aceval
Danilo Vicente Aceval Maldonado (Arroyo, 15 settembre 1975) è un ex calciatore paraguaiano, di ruolo portiere.

## Carriera

### Club
Debuttò nel 1994 con il Cerro Porteño, dove rimase fino al 1997; trasferitosi in Argentina, all'Unión, vi giocò fino al 1999. Nel 2000 si trasferì al Tigres de la U.A.N.L. in Messico, giocandovi 14 partite; passato all'Olimpia Asunción, vinse la Coppa Libertadores 2002 e la Recopa Sudamericana 2003. Nel 2004 tornò al Cerro Porteño, rimanendovi fino al 2005. Nel 2007 si trasferì in Cile, giocando prima alla Ñublense e successivamente al Deportes Concepción, salvo poi rientrare in patria nel 2008 al Rubio Ñu, con cui terminò la sua carriera.

### Nazionale
Ha esordito con la nazionale di calcio paraguaiana nel 1997, partecipando a Francia 1998 come secondo portiere.

## Palmarès

### Club

#### Competizioni nazionali
- Campionato paraguaiano: 4

Cerro Porteño: 1994, 1996, 2004, 2005

#### Competizioni internazionali
- Coppa Libertadores: 1

Olimpia: 2002
- Recopa Sudamericana: 1

Olimpia: 2003